# Мингазов, Вагиз Василович
Вагиз Василович Мингазов (род. 11 декабря 1955) — предприниматель, советский и российский политик, член Совета Федерации (2011—2014), бывший владелец молочного холдинга «ВАМИН» в Татарстане.

## Биография
Родился 11 декабря 1955 года в селе Хасаншаих Арского района Татарской АССР. В 1978 году окончил Казанский государственный ветеринарный институт, до 1984 года работал главным зоотехником и директором совхоза «Ватан», затем до 1985 года — директором совхоза «Северный» и с 1985 по 1988 год — начальником районного управления сельского хозяйства и продовольствия.
В 1988—1990 годах — первый секретарь Арского районного комитета КПСС (в 1990 году окончил Саратовскую высшую партийную школу с квалификацией специалиста в области партийного и советского строительства, политолога, преподавателя социально-политических дисциплин в высших и средних учебных заведениях).
С 1990 по 1998 год занимал должность председателя Арского районного совета, одновременно с 1992 по 1998 год являлся главой районной администрации. От должности главы Арского района он был освобожден решением по утрате доверия Президента Татарстана Шаймиева после громкого общественно-резонансного скандала с выявлением крупнейшего среди глав районов и одного из крупнейших в республике личного поместья Мингазова, не соответствующего доходам госчиновника.
С 1998 являлся генеральным директором специализировавшегося на производстве молочных продуктов ОАО холдинга «Татарстан сэтэ», который в 2006 году был переименован в «ВАМИН Татарстан», с 2011 года — председатель совета директоров этой компании. По официальной версии холдинг был переименован по сокращению от лозунга компании «ВАМИН — это Вкус и витАМИН», хотя фактически это было сделано по сокращению от имени владельца ВАгиза МИНгазова.
С 2004 по 2011 год — депутат третьего и четвёртого созывов Государственного совета Республики Татарстан.
25 ноября 2011 года большинство депутатов Госсовета (66 из 99, или 67,8 %) проголосовали за наделение Мингазова полномочиями члена Совета Федерации — представителя законодательного органа государственной власти Татарстана. При этом против него проголосовали не только все коммунисты (их фракция насчитывала 6 человек), но и четыре представителя партии «Единая Россия», которая и выдвинула его кандидатуру (кроме того, пять единороссов воздержались). Мингазов заменил Алексея Пахомова, досрочно попросившего освободить его от обязанностей сенатора. Лидер коммунистов в парламенте Хафиз Миргалимов в своём выступлении обратил внимание депутатов на социальные и экологические проблемы в холдинге «ВАМИН», а также на возбуждённое республиканской прокуратурой в декабре 2010 года уголовное дело против компании по подозрению в незаконном использовании нескольких тысяч тонн зерна из регионального фонда на сумму около 300 млн рублей.
1 декабря 2011 года постановление Госсовета Татарстана № 1894-IV ГС от 25 ноября 2011 года об избрании Мингазова сенатором вступило в силу.
В верхней палате парламента вошёл в состав Комитета по аграрно-продовольственной политике и природопользованию.
В 2012 году пять банков обвинили компанию ВАМИН в обмане при получении кредитов и незаконном выводе активов, на основании чего было возбуждено уголовное дело. По данным «СПАРК-Интерфакса», по состоянию на 30 декабря 2011 года Мингазов уже формально не владел долей в холдинге, хотя по данным еще на 22 апреля того же года имел 19,95 % акций.
В феврале 2013 года Мингазов по заявленному состоянию здоровья не присутствовал на рассмотрении гражданских исков в Арском районном суде, хотя он являлся поручителем по кредитным договорам между «АК БАРС» банком и ВАМИНом с задолженностью 2,3 млрд рублей. В мае 2013 года Мингазов просил об отсрочке уплаты долга перед ЮниКредит Банком, который добился судебного решения о взыскании лично с бизнесмена более 129 млн рублей, поскольку он выступал в 2008 году поручителем кредита его холдингу. В том же году холдинг ВАМИН был объявлен банкротом, перестал быть активом Мингазова и перешел под управление компании Татагролизинг. Позже холдинг ВАМИН был расформирован, некоторыми его объектами стали владеть другие компании, а большая часть объектов стала компанией с новым названием «Просто молоко».
18 июня 2014 года Совет Федерации на очередном заседании удовлетворил просьбу Мингазова о досрочном освобождении от обязанностей сенатора с 23 июня по состоянию здоровья.
С 2014 по 2019 год — депутат Госсовета Татарстана пятого созыва.
С 31 октября 2014 года — руководитель филиала ФГБУ «Российский сельскохозяйственный центр» по Республике Татарстан.
30 марта 2016 года арбитражный суд Татарстана удовлетворил иск ВТБ о признании Мингазова банкротом. С момента подачи иска в феврале его задолженность перед банком снизилась с 426 млн рублей до 409 млн.

## Почётные звания и награды
Кандидат ветеринарных наук. Заслуженный работник сельского хозяйства Российской Федерации, Заслуженный работник сельского хозяйства Республики Татарстан. Награждён медалью «В память 1000-летия города Казани». Лауреат Государственной премии Республики Татарстан в области науки и техники (1995).

## Личное имущество
В бытность главой Арского района Мингазов построил в Арске крупное личное поместье, которое привело к скандальному освобождению его от должности и которое он был вынужден передать под детский общественный центр.
После ухода из родного Арска Мингазов перебрался в столицу республики Казань, где в бытность владельцем холдинга ВАМИН он обзавелся еще более крупной личной усадьбой — так называемым «Домом ВаМина». Ее размеры, живописный дворцово-террасный вид и расположение у Третьей транспортной дамбы на склоне Троицкого леса в природоохранной зоне берега реки Казанка обращает внимание и вызывает новые вопросы у общественности. Во время церемонии открытия Летней Универсиады 2013 на расположенной напротив «Казань-Арене» на этот эффектный дворцово-террасный комплекс обратил внимание Президент России Путин, на вопрос которого «а это что?» местными сопровождающими был дан уклончивый ответ «детско-семейный центр». «Дом ВаМина» стал местом съёмок резиденции пришедшего в современную реальность и владеющего корпорацией олигарха Кащея Бессмертного в российском фильме «Реальная сказка».